# Swietłogorsk I
Swietłogorsk I (ros. Светлогорск-I) – stacja kolejowa w Swietłogorsku, w obwodzie królewieckim, w Rosji. Stacja obsługuje pociągi pasażerskie do Królewca, przez Zielenogradsk i Pionierskij. Przewozy towarowe na stacji nie są wykonywane.

## Historia
Stacja została uruchomiona 14 lipca 1900, równocześnie z otwarciem ruchu kolejowego na odcinku Königsberg (Królewiec) – Rauschen (Swietłogorsk). Pierwotna niemiecka nazwa stacji brzmiała Rauschen-Ort
Niemiecki budynek dworca pochodzący z początku XX wieku, jest jedną z atrakcji miasta.